# کرخه
کرخه، سومین رود بلند ایران پس از کارون و سفید رود است. این رود از به هم پیوستن دو رودخانه زال و سیمره در اندیمشک تشکیل شده و پس از طی مسیری نزدیک به ۷۵۵ کیلومتر به تالاب هورالعظیم در مرز ایران و عراق می‌ریزد. نام کرخه نامی عربی است .
رودخانه کرخه از شمال به سوی جنوب جریان دارد و پس از گذر از کنار آثار شوش باستان و گذر از منطقه‌ی عبدالخان به سوی باختر تغییر مسیر می‌دهد، در ۴۰ کیلومتری شمال اهواز مسیر آن دوباره تغییر کرده و وارد عراق می‌شود. بزرگ‌ترین سد ایران یعنی سد کرخه بر روی آن ساخته شده‌است.

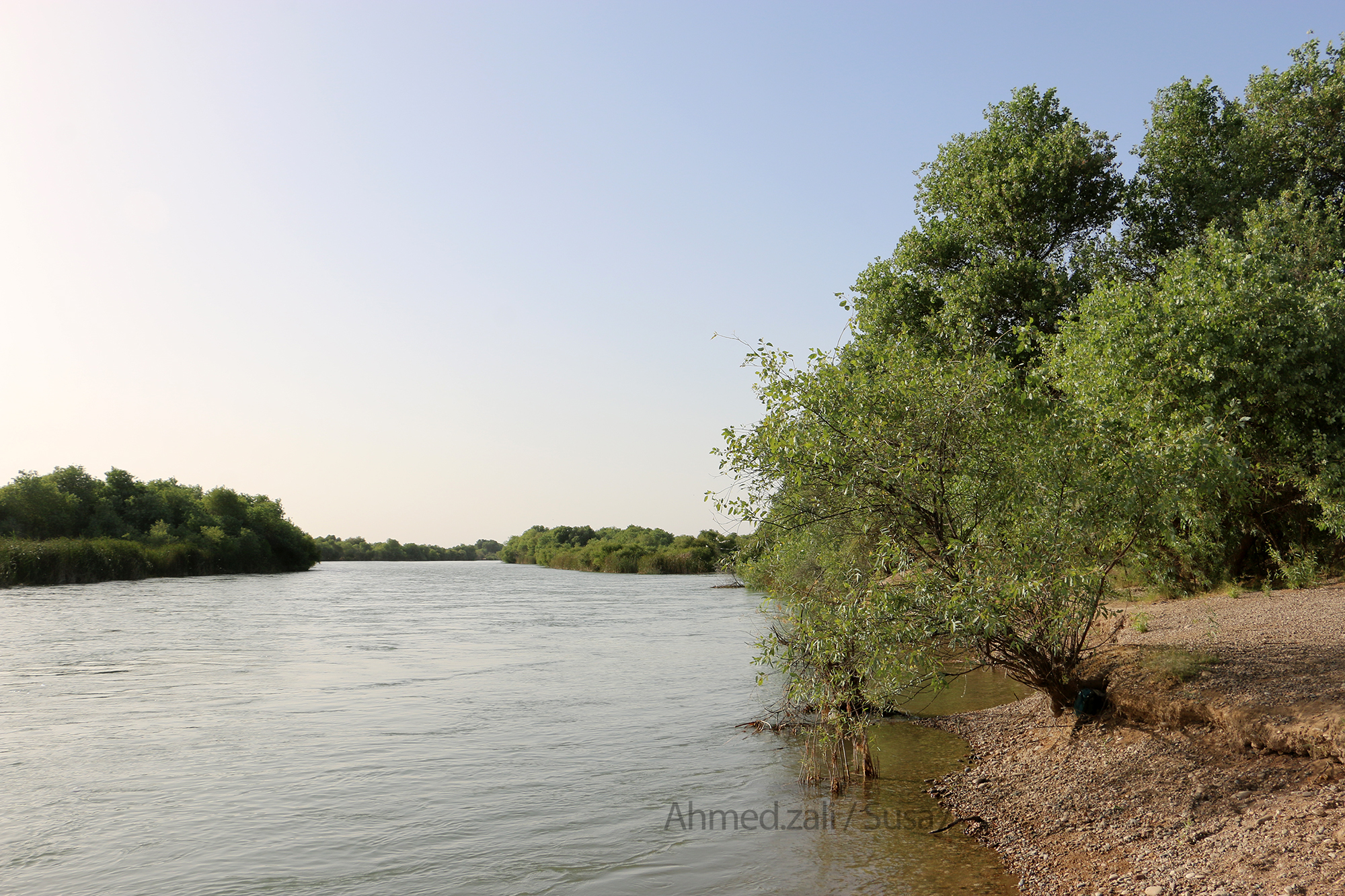
رود کرخه -اندیمشک- چشم‌انداز زیبای قلعه نصیر- کارگروه مطالعات دوستداران شهر و طبیعت اندیمشک

در دوازدهم فروردین ۱۳۹۸ و در جریان سیل‌های ۱۳۹۸ ایران، دبی رود کرخه در ورودی سد کرخه به ۸٫۴۰۰ متر مکعب در ثانیه رسید.